# André Maurois
André Maurois (født 26. juli 1885 i Elbeuf ved Rouen, død 9. oktober 1967 i Neuilly-sur-Seine, oprindelig Émile Salomon Wilhelm Herzog) var en fransk forfatter, litterat og historiker, fra 1938 medlem af Académie française.

## Værker
- Les silences du colonel Bramble (1918) (dansk Oberst Brambles Messe København: Aschehoug 1950)
- Les discours du docteur O'Grady
- Nouveaux discours du docteur O'Grady (1947)
- La machine à lire les pensées
- Climats
- Les Roses de septembre
- Le Peseur d'âmes
- Voyage au pays des Articoles
- Ariel, ou la vie de Shelley
- Prométhée, ou la vie de Balzac
- Olympio, ou la vie de Victor Hugo
- La vie de Disraeli
- Lettre à un jeune homme
- Lélia ou la vie de George Sand